# カムカムエブリ
『カムカムエブリ』は森ゆきえ作の漫画。『りぼん』2003年夏休みびっくり大増刊号から7回掲載していた。

## 登場人物
神條エブリ（しんじょう‐）
主人公。魔法使い。『めだかの学校』（同漫画家作品）の田中有魚を呼び出す等の失敗を何時もしている。
カムカム
ウサギ型悪魔。口が大きく、大食い。角が生えている。
神條マーニ（しんじょう‐）
エブリの母。魔法使い。カムカム曰くマーニの手料理は最高。
ライ
エブリの友達。毎回エブリの魔法の失敗に巻き込まれる可哀想な子。
如月キサ（きさらぎ‐）
エブリの護衛としてマーニに雇われ壊滅魔法で自滅した。今はエブリの魔法の家庭教師。魔法使い。飛び級で大学を卒業している。

## 掲載号
- 『りぼん』2003年夏休みびっくり大増刊号
- 『りぼん』2003年秋のびっくり大増刊号
- 『りぼん』2004年冬休みびっくり大増刊号
- 『りぼん』2004年春のびっくり大増刊号
- 『りぼん』2004年夏休みびっくり大増刊号
- 『りぼん』2004年秋のびっくり大増刊号
- 『りぼん』2005年冬休みびっくり大増刊号